# Hans Krafft der Ältere

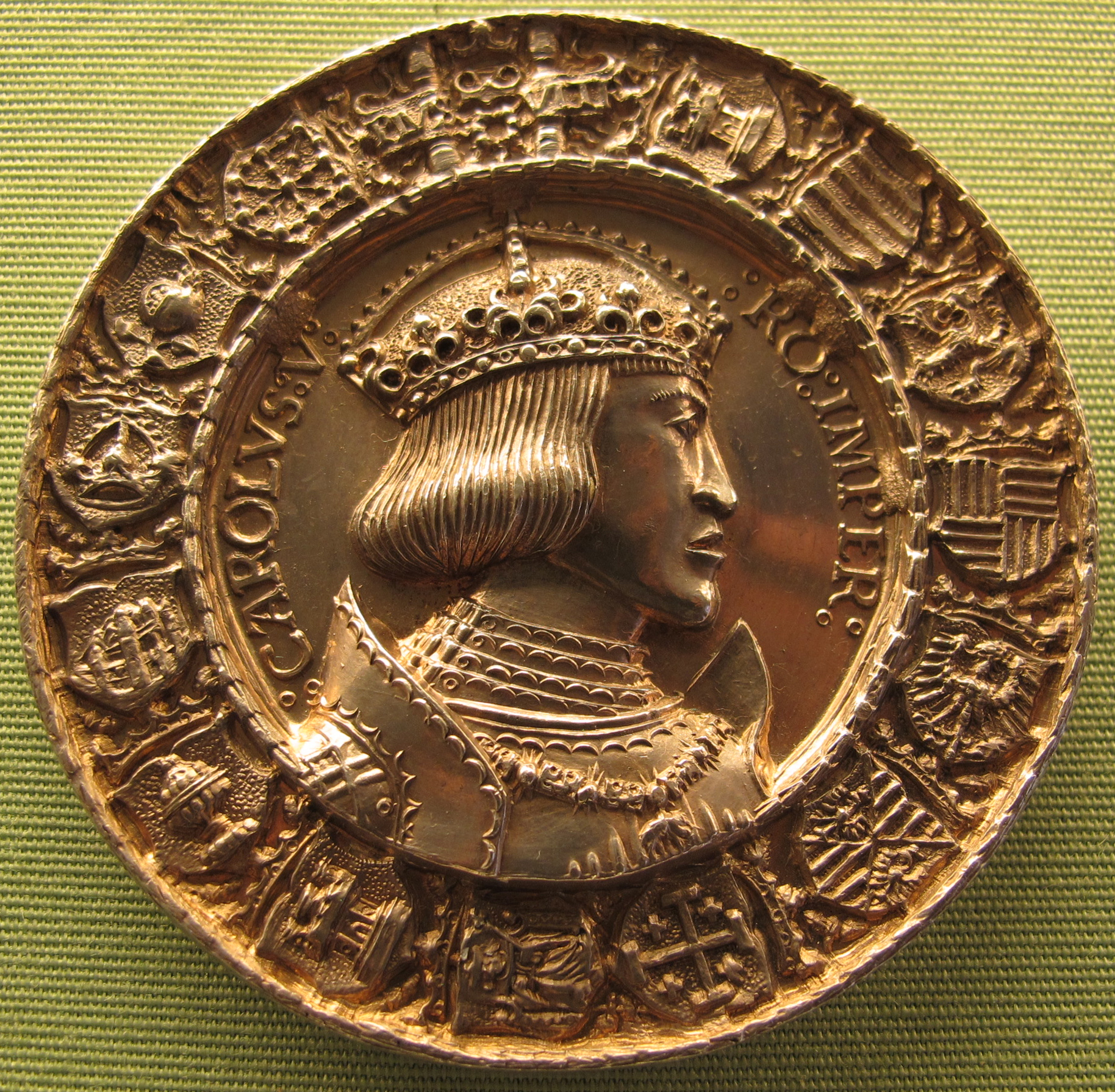
Medaille (1520–1521)

Hans Krafft der Ältere (* vor 1485; † 1542/1543) war Nürnberger Münzmeister, Goldschmied und Medailleur.
1509 bis 1512 war er reichsstädtischer Stempelschneider. Als Nachfolger von Hans Krug d. J. lieferte er 1510 bis 1523 für Friedrich den Weisen Münzen und Medaillen. Dessen Konterfei von Lucas Cranach hatte er nach einer Urkunde vom August 1513 in Stein zu schneiden. „Versuchsweise“ werden ihm verschiedene Porträtmedaillen zugeschrieben
Kurfürst Friedrich III. hat u. a. die Locumtenenstaler, die sogenannten Konterfeimünzen, nach seinen persönlichen Vorstellungen prägen lassen. Nachdem er die Statthalterwürde vom Kaiser erhalten hatte, beauftragte er Lucas Cranach den Älteren noch im gleichen Jahr mit Modellentwürfen. Bis 1519 ließ er vier Stempelschneider zur Herstellung der Stempel für die Münzen und Medaillen mit seinem Konterfei arbeiten, von 1513 bis 1519 Hans Krafft den Älteren, der auf der Grundlage der verschiedenen Stempelpaare Stempelschnitte für Statthaltermedaillen mit hohem Relief fertigte. Für den anderen Typ einer Gedenkmünze (von 1522) mit dem Bildnis Friedrichs mit Mütze, der auch als Schautaler bezeichnet wird, schnitt Hans Krafft die Stempel nach einem Gemälde von Lukas Cranach dem Älteren.
Siehe hier den Auktionskatalog zur Versteigerung von Renaissance-Medaillen aus der Sammlung des New Yorker Münzhändlers und Sammlers Lawrence R. Stack am 10. Dezember 2009 durch Morton & Eden, London, bei Sotheby’s. Diese Silbermedaille wurde 1521 durch den Rat der Reichsstadt Nürnberg in Vorbereitung eines geplanten Reichstages in der Stadt in Auftrag gegeben. Sie zeigt recto ein von Wappen umgebenes Bild des Kaisers Karl V. basierend auf einem Entwurf von Albrecht Dürer. Verso ist das Stadt-Wappen von Nürnberg von weiteren Wappen als Umrandung dargestellt.
Bei der Herstellung von ca. 100 Medaillen verwandte Krafft ein neues Verfahren: Im ersten Schritt wurde das Stück gegossen, danach das mittlere Bild beidseitig geprägt und zum Schluss die umlaufenden Ringe der Abbildungen mit Wappen geprägt. Ferner finden sich Fotografien und ein Artikel in der Frankfurter Allgemeinen Sonntagszeitung vom 6. Dezember 2009, Seite 65.
Sein Sohn Hans Krafft der Jüngere († 1521) wurde auch Goldschmied.